# Debravation
Debravation es el cuarto álbum de estudio de la cantante estadounidense Deborah Harry, publicado el 24 de agosto de 1993 por Sire Records y Reprise Records en los Estados Unidos y por Chrysalis Records en el Reino Unido. El disco fue reeditado en 2005 por la discográfica Wounded Bird Records.

## Información
Después de la extensa y exitosa gira promocional de Def, Dumb & Blonde y de aparecer en numerosas series televisivas y películas a comienzos de los '90, Harry volvió al estudio para darle forma a su cuarto disco solista. Según recupera Harry en sus memorias, nunca le gustó repetir fórmulas y luego de dos discos relativamente exitosos, quiso apostar a un nuevo trabajo "avant-garde y experimental" que terminaría poniéndola en aprietos con sus discográficas. Luego de que los directivos rechazaran el primer demo de Debravation producida por Chris Stein, la versión definitiva terminó incluyendo ocho productores distintos y más de 30 músicos y técnicos involucrados. Entre los productores se cuentan a Arthur Barker, Anne Dudley (de The Art of Noise), R.E.M., John Williams (Siouxsie and the Banshees, Jethro Tull, Simple Minds) y el mismo Stein.
El resultado final fue un disco con estilos muy diferentes, con influencias principalmente de la música dance y house ("Lip Service"), pero también pop ("I Can See Clearly", "Rain", "Communion"), latina ("Stability", "Keep on Going", que incluye una estrofa en castellano), punk ("Standing In My Way"), rock ("The Fugitive", "Dancing Down The Moon"), cyberpunk ("Dog Star Girl", compuesta por William Gibson).

## Recepción crítica y comercial
Debravation recibió críticas mezcladas y sus ventas fueron mucho menores a las de sus trabajos anteriores. Evelyn McDonnell escribió para Rolling Stone que el título del álbum "es autodescriptivo, ya que la voz de la artista se pierde en un revoltijo desgarbado de ejercicios de género y productores invitados" y que "Hay un desalentador tono de derrotismo en la notable falta de alcance irónico de Debravation: desearía que Deborah Harry todavía estuviera tratando de influir y mover el mercado pop en lugar de parecer demasiado dispuesta a conformarse con VH-1 y la aclamación en el extranjero". Destaca sin embargo canciones como "I Can See Clearly", "Stability" y "Standing in my Way". Stephen Thomas Erlewine de Allmusic consideró que tanto Harry como los músicos están en buena forma vocal y técnica y celebró el ala rock del álbum, pero resaltó que el material era pobre. JT Griffith del mismo medio describió "I Can See Clearly" como "una sólida canción de disco rock" y la mejor del álbum. Kris Needs, en una crítica a una reedición de 2010 junto a Rockbird, destacó en favor de Debravation la participación de Stein, así como la de Baker y Dudley. Harry Doherty resaltó que "Harry ha sido siempre una artista con su dedo en el pulso, un talento demostrado muchas veces a lo largo de este album" pero que eso no evita que haya "áreas de desgracia" en el esfuerzo por llegar a cubrir tantos géneros. Para Brenda Herrmann de Chicago Tribune, "Lleva algo de tiempo acostumbrarse a Debravation: es difícil no querer que Harry se meta en algo más cercano a "One Way or Another", pero con cada escucha Debravation suena mejor. Ligero y aireado a veces ("Strike Me Pink"), pero también movilizante ("Dog Star Girl", "Communion"). Dénle tiempo y se volverán locos por Harry". Para Deborah Frost, Harry se encuentra en buena forma vocal y, si bien destaca algunas canciones como "Strike Me Pink" y "Communion", coincide con otros críticos en que la enorme cantidad de colaboradores descoordinados debilitan el trabajo.
"Strike Me Pink" dividió a los críticos. JT Griffith de Allmusic le dio una estrella y media, aduciendo que "no es una canción fuerte de Debravation, la débil obra solista de 1993 de la cantante principal de Blondie". Kris Needs en cambio la elogió señalando que Dudley "le prestó su brillo cinemático a la inquietante "Strike Me Pink"".
El álbum llegó al puesto N° 24 en Reino Unido y N° 125 en Australia y no obtuvo posiciones en Estados Unidos ni certificaciones de ventas. Para promocionarlo se editaron dos singles. El primero, "I Can See Clearly", tuvo un éxito moderado en Reino Unido (N° 23) y menor en Australia (N° 96), pero se convirtió en un gran hit en las listas Dance de Estados Unidos, llegando al puesto N° 2. El segundo lanzamiento, la balada "Strike Me Pink", tuvo un impacto menor en Reino Unido y Australia (N° 46 y 136, respectivamente). Estuvo rodeado de polémica por su video (que trata de un hombre dentro de un tanque que se llena de agua hasta que al final se insinúa que muere, mientras Harry lo observa vestida con un traje masculino).

## Después deDebravation
Debravation fue el último álbum que Harry hizo bajo su contrato con Chrysalis, relación que había comenzado 15 años antes y que había producido grandes beneficios para ambas partes. Harry no tendría contrato para realizar un trabajo solista hasta 2007, cuando publica Necessary Evil. Esta nueva libertad es utilizada por la cantante para continuar una diversidad de proyectos.
Durante la gira de Debravation (1993-1994) Harry graba una serie de conciertos pensando en un álbum doble en vivo que nunca se materializó. Solo dos grabaciones circularon en Internet en los años posteriores, covers de "Wild Horses" de Rolling Stones y "Love TKO" de Teddy Pandergrass.  
Una vez liberada del contrato pudo editar la versión de Debravation que originalmente había propuesto a Chrysalis y Sire. En una entrevista para la revista Details, Harry dijo que "nuestra intención era hacer un álbum que fuera avant-garde, espeluznante y algo amenazador. Pero nos encontramos con el rechazo de la discográfica. Los Big Boys querían algo más "refinado" y "comercial". Básicamente pensaron que apestaba". Esta versión original apareció con el título de Debravation (8½) Producer's (Director's) Cut, Harry mandó a fabricar 1000 copias y las vendió en conciertos y a través de su sitio web. En 2009 hizo una reedición y desde entonces se encuentra agotado. El título hace referencia a 8 ½, la película de Federico Fellini, e incluye una reversión de "8 ½ Rhumba". 
Alrededor de estos años Harry continúa trabajando en papeles televisivos y cinematográficos, realiza algunos recitales y colaboraciones, como una versión en spanglish de "Strawberry Fields Forever" de la banda argentina Los Fabulosos Cadillacs, que fue un gran éxito en los mercados hispanoparlantes en 1995. En paralelo se une a Jazz Passengers, banda con la cual graba primero una canción para su álbum In Love y luego se vuelve miembro estable hasta la reunión de Blondie en 1997. Con ellos graba dos álbumes (Individually Twisted y Live in Spain) y seguiría colaborando esporádicamente en el futuro.

## Lista de canciones
| Debravation |                         |                                                        |                   |          |  |
| N.º         | Título                  | Escritor(es)                                           | Productor(es)     | Duración |  |
| 1.          | «I Can See Clearly»     | Arthur Baker, Tony McIlwaine                           | Arthur Baker      | 3:52     |  |
| 2.          | «Stability»             | Allee Willis, Chris Stein, Deborah Harry, Franne Golde | Chris Stein       | 4:59     |  |
| 3.          | «Strike Me Pink»        | Anne Dudley, Harry, Jonathan Bernstein                 | Anne Dudley       | 4:02     |  |
| 4.          | «Rain»                  | Leigh Foxx                                             | Jon Astley, Stein | 4:13     |  |
| 5.          | «Communion»             | Harry, Guy Pratt                                       | Guy Pratt         | 6:35     |  |
| 6.          | «Lip Service»           | Harry, Toni C.                                         | Toni C.           | 3:32     |  |
| 7.          | «Mood Ring»             | Stein, Harry                                           | Dudley            | 4:29     |  |
| 8.          | «Keep on Going»         | John Astley                                            | Astley            | 4:16     |  |
| 9.          | «Dancing Down the Moon» | Stein, Harry                                           | Stein             | 3:10     |  |
| 10.         | «Standing in My Way»    | Harry, Foxx                                            | John Williams     | 4:10     |  |
| 11.         | «The Fugitive»          | Stein, Harry                                           | Stein             | 4:55     |  |
| 12.         | «Dog Star Girl»         | Stein, William Gibson                                  | Stein             | 4:59     |  |
| 53:07       |                         |                                                        |                   |          |  |

| Debravation (bonus tracks, ed. norteamericana) |                                            |                                               |                     |          |  |
| N.º                                            | Título                                     | Escritor(es)                                  | Productor(es)       | Duración |  |
| 13.                                            | «My Last Date (With You)» (junto a R.E.M.) | Boudleaux Bryant, Floyd Cramer, Skeeter Davis | R.E.M., Andy Palley | 2:57     |  |
| 14.                                            | «Tear Drops»                               | Barry Golder, Roy Calhoun                     | Palley              | 2:27     |  |
| 58:32                                          |                                            |                                               |                     |          |  |

| Debravation (8½) Producer's (Director's) Cut | |                                                  |          |  |
| N.º                                          | Título | Escritor(es)                                     | Duración |  |
| 1.                                           | «8½ Rhumba» (B-side de "Strike Me Pink")                                                                     | Nino Rota                                        | 2:48     |  |
| 2.                                           | «Rain» (Versión alternativa)                                                                                 | Leigh Foxx                                       | 4:50     |  |
| 3.                                           | «Dog Star Girl»                                                                                              | Chris Stein, William Gibson                      | 4:54     |  |
| 4.                                           | «Stability» (Versión alternativa)                                                                            | Deborah Harry, Stein, Franne Golde, Allee Willis | 5:08     |  |
| 5.                                           | «Standing in My Way» (Versión alternativa, a dueto con Joey Ramone)                                          | Harry, Foxx                                      | 4:24     |  |
| 6.                                           | «Dancing Down the Moon» (Versión alternativa)                                                                | Harry, Stein                                     | 3:16     |  |
| 7.                                           | «Black Dog (en vivo)» (Grabada en vivo el 23/7/1991 en el Hammersmith Odeon de Londres, Inglaterra; inédita) | Jimmy Page, Robert Plant, John Paul Jones        | 4:49     |  |
| 8.                                           | «Mood Ring» (Versión alternativa)                                                                            | Harry, Stein                                     | 4:43     |  |
| 9.                                           | «The Fugitive»                                                                                               | Harry, Stein                                     | 4:56     |  |
| 10.                                          | «The Date» (Inédita)                                                                                         | Harry, Stein                                     | 5:41     |  |
| 11.                                          | «On a Breath» (Inédita)                                                                                      | Foxx                                             | 4:28     |  |
| 49:57                                        | |                                                  |          |  |